# Diékolilié
Diékolilié est un village de la région du Lôh-Djiboua, au sud-ouest de la Côte d'Ivoire. Cette localité rurale est située à 15 km de la ville de Lakota,. 